# Pandukabhaya
Pandukabhaya (474-367 aC) fou un rei de Sinhala que va governar segons la datació budista tradicional del 437 a 367 aC (aquestes dates cal considerar-les aproximades). Era fill de la princesa Ummada-citta (germana del rei Panduvasadeva).
Els brahmins havien profetitzat que els nou germans de Panduvasadeva serien destruïts i que Abhaya (el fill i successor de Panduvasadeva) seria enderrocat per un fill de la princesa Ummada-citta. Tots els germans estaven doncs desitjosos de sacrificar a la princesa però finalment només se la va posar en confinament solitari. El seu guardià era un dels nebots, i com que la princesa era molt atractiva no van tardar en entrar en relacions. Els germans van acceptar l'enllaç de la princesa i el príncep, però amb el benentès que qualsevol fill mascle que tinguessin seria executat immediatament. La princesa va donar a llum a un fill, Pandukabhaya, però el va substituir per una nounada que havia aconseguit i així li va salvar la vida. L'estratagema de la princesa Ummada-citta fou descoberta quan ja era rei Abhaya, el major dels germans, però tots els intents de aniquilar a Pandukabhaya van fracassar. Quan el príncep tenia 16 anys (vers 458 aC), la seva mare en va confiar l'educació a un savi i ric brahmin de nom Pandula, que li va donar classes juntament amb el seu propi fill Canda. Al acabar els estudis, el ric Pandula va donar diners a Pandukabhaya per reclutar un exèrcit si bé hauria de tenir a Canda com a "purohita" (ministre en cap); Pandula va enviar als dos joves a combatre.
Durant la lluita Pandukabhaya es va trobar pel camí amb una jove princesa de nom Pali, amb un gran seguici; era filla de Girikandasiva (del qual era nebot i que era el governador del districte), que en aquell moment estava supervisant la collita d'un tal Numismata, de cent karises de terra (1618743 m²). Pandukabhaya se la va emportar i va haver d'enfrontar dues batalles amb les forces del pare de la núvia: una a Kalahanagara (Lloc de Conflicte) on Girikandasiva fou derrotat i ell mateix fet presoner; i una altra a Lohitavahakhanda (Camp de Sang) on els cinc germans de Pali foren derrotats i morts per Canda. Pandukabhaya va concentrar llavors les seves forces a una posició molt sòlida prop de Mahaweliganga a les muntanyes Dola on es va sostenir quatre anys fins que finalment fou expulsat pels germans del rei, que encara que no van aconseguir prendre la seva fortalesa, van influir en la decisió d'abandonar la lluita que va prendre el propi Pandukabhaya, el qual va travessar el riu i va romandre a la rodalia durant dos anys. Els germans del rei van tornar a Upatissa Nuwara. Abhaya no obstant no volia més guerra i va escriure en secret a Pandukabhaya oferint-li les terres més enllà del riu amb la condició de no creuar mai el riu. Quan els germans ho van saber es van indignar i van donar un cop d'estat i van deposar Abhaya, proclamant a un dels germans, de nom Tissa, com a nou rei.
Pandukabhaya va estar inactiu durant quatre anys però després va decidir portar la lluita al territori dels seus enemics i va fer aliança amb una yakkini de nom Cetiya, vídua de un gran guerrer yakkha, que era una gran estratega i molt influent al districte de les muntanyes Dhamma-
rakka on Pandukabhaya tenia els seus seguidors que formaven un petit exèrcit. Pandukabhaya es va dirigir a Arittha però allí es va aturar per set anys, reforçant molt més encara la seva posició; allí fou atacat pels seus oncles (excepte Abhaya i Girikanda), que van fortificar Nagaraka i el van atacar per tots els costat de la muntanya on estava situat amb la seva aliada Cetiya i les seves forces; Pandukabhaya va enviar una extensa delegació a parlamentar però en realitat era un estratagema i quan els enemics es van confiar va atacar sobtadament igual que va fer la delegació, i entre dues forces foren completament derrotats. Tots els oncles van morir en aquesta batalla coneguda com a batalla de Labugama. El Mahavansa des de aquest moment considera a Pandukabhaya com el nou rei.
Pandukabhaya va marxar aleshores contra la capital del seu besoncle matern Anuradha, que tenia un palau del mateix nom rodejat per algunes edificacions precàries. Al arribar Anuradha li va cedir el seu palau i es va fer construir una nova residència per a ell mateix. Allí es va fundar la ciutat d'Anuradhapura on es va traslladar la capital del país, fins aleshores a Upatissa Nuwara. El llac que existia a la població es va dir Jaya Wewa i fou aprofundit i millorat pel rei. Modernament fou conegut com a Nuwara Wewa (Tanc de la ciutat). El seu amic Canda fou nomenat purohita o adigar (una mena de primer ministre); el seu oncle Abhaya fou nomenat Nagaraguttika (alcalde) i al seu sogre Girikandasiva li va retornar el seu principat de Girikandaka. Va permetre l'establiment a la ciutat dels yakkhes, que aleshores eren encara un poder important, sota el seu cap Citta al costat del tanc d'aigua d'Abhaka; a Kalavela a la part oriental; i a un cap que havia nascut esclau, i era fill d'una yakkini o dona yakkha d'una tribu que havia fet molts serveis a Pandukabhaya, a la part sud de la ciutat. La seva aliada yakkini Cetiya es va poder establir a la zona del palau i li va concedir rang de cap de yakkhes amb el mateix nivell que el cap Citta. Va restaurar i millorar el Abhaya Wewa, va crear quatre suburbis a la ciutat i va construir el palau Rajini (Palau de l'Oest), un cementiri i una plaça d'execucions i tortures. Per la casta inferior (chandales) va crear un barri al nord-oest del cementiri. Un altre cementiri per chandales es va construir al nord-est (anomenat Nica-susana). Es van construir també edificis, residències, temples, sales de pregària i altres. També es va construir un altre tanc o embassament, el Gamini Wewa.
El 425 aC estava en funcionament un sistema d'administració que dividida acuradament tots els terrenys de l'illa de Sri Lanka. El seu govern fou encertat i els caps yakkhes Citta i Kalavela sempre van col·laborar. Va morir el 367 aC, segons la tradició als 107 anys després de regnar durant 70 anys. El va succeir el seu fill Mutasiva.